# Teijsmanniodendron
Teijsmanniodendron, biljni rod rod iz porodice medićevki (Lamiaceae), dio potporodice Viticoideae. Postoji 23 priznatih vrsta drveća raširenih od Indokine do Solomonovih Otoka.

## Vrste
1. Teijsmanniodendron ahernianum (Merr.) Bakh.
2. Teijsmanniodendron bintuluense Moldenke
3. Teijsmanniodendron bogoriense Koord.
4. Teijsmanniodendron bullatum Rusea
5. Teijsmanniodendron coriaceum (C.B.Clarke) Kosterm.
6. Teijsmanniodendron glabrum Merr.
7. Teijsmanniodendron havilandii (Ridl.) Rusea
8. Teijsmanniodendron hollrungii (Warb.) Kosterm.
9. Teijsmanniodendron holophyllum (Baker) Kosterm.
10. Teijsmanniodendron latiffii Rusea
11. Teijsmanniodendron obscurinerve Rusea
12. Teijsmanniodendron pteropodum (Miq.) Bakh.
13. Teijsmanniodendron punctatum Rusea
14. Teijsmanniodendron renageorgeae Rusea
15. Teijsmanniodendron sarawakanum (H.Pearson) Kosterm.
16. Teijsmanniodendron scaberrimum Kosterm. ex Rusea
17. Teijsmanniodendron simplicifolium Merr.
18. Teijsmanniodendron simplicioides Kosterm.
19. Teijsmanniodendron sinclairii Kosterm.
20. Teijsmanniodendron smilacifolium (H.Pearson) Kosterm.
21. Teijsmanniodendron subspicatum (Hallier f.) Kosterm.
22. Teijsmanniodendron unifoliolatum (Merr.) Moldenke
23. Teijsmanniodendron zainudinii Rusea

## Sinonimi
- Xerocarpa H.J.Lam